# Chelsea (Maine)
Pour les articles homonymes, voir Chelsea.
Chelsea est une ville américaine située dans le Comté de Kennebec, dans le Maine. Selon le recensement de 2020, sa population est de 2 778 habitants.

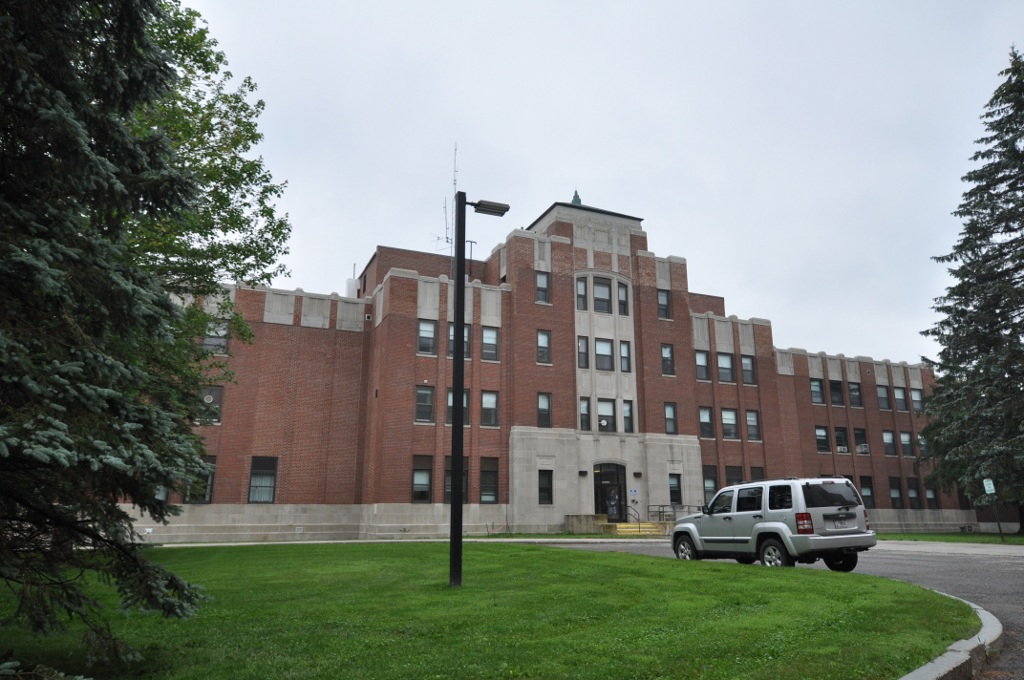
Une partie de l'installation Togus VA à Chelsea